# Van Nijenrodeweg
De Van Nijenrodeweg is een verbindende straat (ontsluitingsweg) in de Amsterdamse wijk Buitenveldert en kreeg zijn naam in 1958. De straat is vernoemd naar Gijsbrecht II van Nijenrode, baljuw van Amstelland, Waterland en Gooiland (1357-'58). De meeste ontsluitingswegen die rond 1960 werden aangelegd in Buitenveldert zijn genoemd naar historische baljuwen van Amstelland.
De straat loopt vanaf het Amsterdamse Bos tot aan de Europaboulevard. De straat kruist de Amstelveenseweg, Van der Boechorststraat, Buitenveldertselaan, Van Leijenberghlaan en Van Heenvlietlaan.
Ten noorden van de weg ligt het Gijsbrecht van Aemstelpark. Aan de zuidzijde ligt het zuidelijk deel van de woonbebouwing van de wijk (tuinstad) Buitenveldert, gebouwd in de jaren zestig.
Het merendeel van de straat maakt deel uit van de Amsterdamse stadsroute s109.

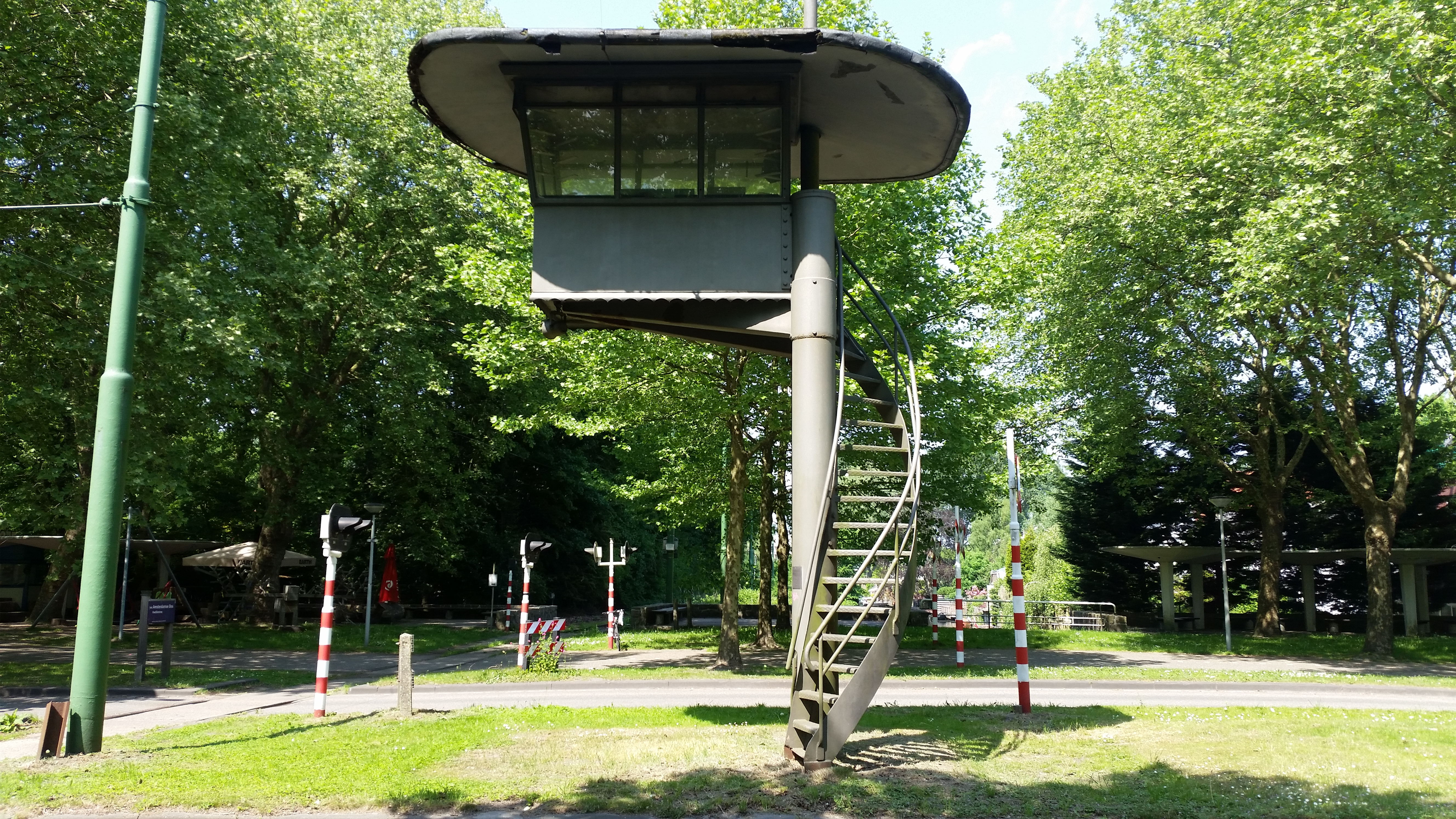
Het begin van de weg met links de ingang van het Amsterdamse Bos en verder een halte van de Museumtramlijn, de "Duiventil" en de Jacob Heinenbrug.
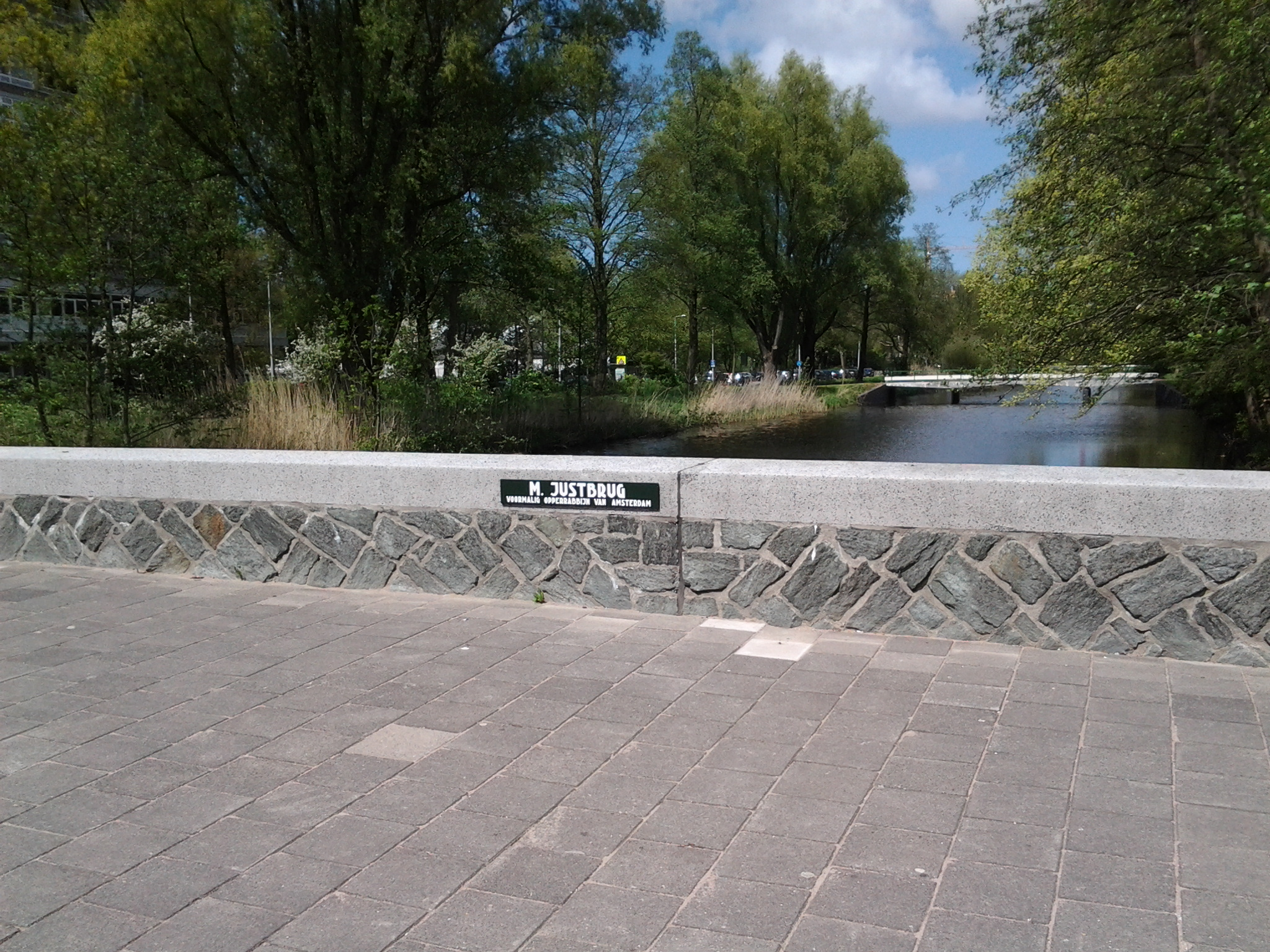
De M. Justbrug (brug 803) in de Van Nijenrodeweg bij de Van der Boechorststraat.